# Nothing Is...
Nothing Is... ist ein Jazzalbum von Sun Ra. Die am 18. Mai 1966 an der St. Lawrence University in Potsdam, New York, entstandenen Aufnahmen erschienen erstmals 1969 auf ESP-Disk. Nach mehreren erweiterten Fassungen 2005 und 2010 auf Compact Disc wurde das Album am 17. März 2022 unter dem Titel Nothing Is...Completed & Revisited bei Ezz-thetics in einer überarbeiteten und klanglich verbesserten Fassung wiederveröffentlicht.

## Hintergrund
Im Jahr 1966 schickte ESP-Labelchef Bernard Stollman Sun Ra & His Arkestra mit einem Tontechniker auf eine Tournee im Staate New York, um dort an verschiedenen Colleges aufzutreten. Als sie zurückkehrten, wurden 39 Minuten an aufgenommenen Material ausgewählt, um schließlich 1969 als Langspielplatte mit dem Titel „Nothing Is...“ unter der Nummer ESP 1045 veröffentlicht zu werden.
Als das Sun Ra Arkestra am 18. Mai 1966 an der St. Lawrence University, Potsdam, spielte, hatte Sun Ra gerade erst angefangen, auf dem US-College-Circuit aufzutreten. Er nutzte das Gastspiel, um ein Programm mit einem Material auszutesten, das sich sowohl aus seiner musikalischen Herkunft speiste, als auch mehrere Stationen seiner Arbeit mit dem Arkestra umfasste. Es gibt Weltraumgesänge („Outer Spaceways Incorporated“, „Next Stop Mars“, „Second Stop Is Jupiter“, „We Travel the Spaceways“) und eine Hommage an die Swing-Ära („Velvet“ von der Saturn-LP Jazz in Silhouette von 1959); weiteres Material war die sechzehnminütige Version von „Outer Nothingness“ aus dem ESP-Album The Heliocentric Worlds of Sun Ra, Vol. 1 (1965), sowie Exotica, etwa das Oboen-Feature „Exotic Forest“ des Rohrbläsers Marshall Allen, das in der Neuveröffentlichung 2022 zum ersten Mal veröffentlicht wurde.

## Editionsgeschichte
Acht Titel des Mitschnitts sollten 1967 oder 1968 von ESP-Disk als The Heliocentric Worlds of Sun Ra Volume III veröffentlicht werden, schon versehen mit einer Katalognummer (ESP 1046), aber die Veröffentlichung fand nie statt. Diese Stücke wurden dann 1969 von ESP als LP Nothing Is herausgegeben. 2005 veröffentlichte das Label das Album auf CD mit vier zusätzlichen Titel und einer neu ausgerichteten Laufreihenfolge, die laut der Liner Notes die tatsächliche Aufführungsreihenfolge war. Dann, 44 Jahre nach dem Konzert, hat der Produzent und Sun Ra-Archivar Michael D. Anderson nach intensiver Recherche die fehlenden Teile der College-Tour des Arkestra zusammengefügt. Im Jahr 2010, veröffentlichte ESP den Mitschnitt erneut als Teil der Doppel-CD College Tour, Vol. 1: The Complete Nothing Is..., mit einer anderen Track-Reihenfolge und der Behauptung, dass die beiden Discs zusammen „das gesamte 70-minütige erste Set … aus dem das ursprüngliche Album ausgewählt wurde,“ enthielten, zusätzlich in Ausschnitten Material von einem zweiten Auftritt und Soundcheck-/Probenmaterial. Seit Anfang der 1970er Jahre waren zahlreiche Neuauflagen, meist Bootlegs, auf Audiokassette, 8-Spur, LP, CD und DAT erschienen, schrieb Chris May.
Überarbeitet und remastert erschien das Album schließlich 2022 als Nothing Is...Completed & Revisited, nachdem es von Michael Brandli, einem der Mastering-Experten des Labels Ezz-thetics klanglich transformiert wurde. Brandli war zuvor am Remastering von John Coltranes Alben Song of Praise: New York 1965 und der Impulse-Veröffentlichung von 2005 One Down, One Up: Live at the Half Note beteiligt.

## Titellisten

### Nothing Is... (1966)
- Sun Ra and His Arkestra: Nothing Is... (ESP-Disk 1045)[3]

A1 Dancing Shadows 09:50

A2 Imagination 1:53

A3 Exotic Forest 09:50

B1a Sun Ra And His Band From Outer Space 1:58

B1b Shadow World 13:48

B2a Theme of the Stargazers 0:40

B2b Outer Spaceways Incorporated 1:42

B2c Next Stop Mars 0:38

### College Tour Vol. I - The Complete Nothing Is... (2010)
- Sun Ra – College Tour Vol. I - The Complete Nothing Is... (ESP-Disk ESP 4060)[4]

CD 1 First Set
1. Burton Green Introduction 2:03
2. Sun Ra and His Band From Outer Space 11:59
3. The Shadow World 4:40
4. Interpolation 2:18
5. The Satellites Are Spinning 1:17
6. Advice To Medics 2:51
7. Velvet 8:16
8. Space Aura 10:26
9. The Exotic Forest 9:43
10. Theme of the Star Gazers 1:52
11. Outer Space Ways Incorporated 2:24
12. Dancing Shadows 9:45
13. Imagination 0:40
14. The Second Stop Is Jupiter 1:12
15. The Next Stop Mars 0:41

CD 2Partial Second Set & Sound Check
1. The Satellites Are Spinning 9:08
2. Velvet 7:10
3. Interplanetary Chaos 4:35
4. Theme Of The Star Gazers #2 1:30
5. The Second Stop Is Jupiter #2 11:16
6. We Travel the Spaceways 1:42
7. Nothing Is 6:13
8. Is Is Eternal 12:37
9. State Street 8:21
10. The Exotic Forest #2 4:32

### Nothing Is..... Completed & Revisited (2022)
- Sun Ra Arkestra: Nothing Is...Completed & Revisited (ezz-thetics 1127)[5]

1. Sun Ra and His band from Outer Space 11:18
2. The Shadow World 4:30
3. Theme of the Stargazers 1:48
4. Outer Spaceways Incorporated 0:32
5. Next Stop Mars 0:34
6. Dancing Shadows 9:45
7. Imagination 0:41
8. Second Step Is Jupiter 1:12
9. Exotic Forest 9:44
10. Velvet 7:20
11. Outer Nothingness 15:44
12. We Travel the Spaceways 1:34

Die Kompositionen stammen von Sun Ra.

## Rezeption
Lindsay Planer verlieh dem Album (in der Fassung von 1969) in Allmusic viereinhalb Sterne und schrieb, die wenigen Veröffentlichungen des Sun Ra Arkestra auf dem bahnbrechenden Indie-Label ESP-Disk würden einige ihrer ausdrucksstärksten musikalischen Statements enthalten. Sun Ra führe die Band am Piano durch eine Reihe freier Improvisationen und melodischer, strukturierter Kompositionen. Nothing Is ende mit einem größtenteils von Ra getriebenen „Theme of the Stargazers“, das sich zu einer frühen Version der „Outer Spaceways Incorporated“- und „Next Stop Mars“-Gesänge entwickle.
Nach Ansicht von Chris May, der das Album in der überarbeiteten Neufassung von 2022 in All About Jazz rezensierte, sei die zwölfköpfige Band der Hammer; alle, einschließlich Sun Ra an Clavioline und Klavier, seien in Topform. Um es auf den Punkt zu bringen: Nothing Is...Completed & Revisited ist die definitive Ausgabe des Mitschnitts.
Ebenfalls in All About Jazz schrieb Rex Butters zur Neuauflage von 2005, die verbesserte Edition biete einen intimeren Einblick in eine der attraktivsten ESP-Sessions von Sun Ra. Dies liege an 25 Minuten hochwertigem Bonusmaterial, besserem Sound und der richtigen Titelreihenfolge.